# Cleo Massey
Cleo Massey, née le 19 novembre 1993 à Launceston (Tasmanie), est une actrice australienne. Elle est notamment connue pour avoir joué le rôle de Kim Sertori dans la série télévisée australienne H2O.

## Biographie
Elle est la fille de Anna Waters Massey, avec laquelle elle a joué dans le film Humidity Rising. Son frère Joey est aussi acteur.

## Vie privée
En décembre 2021, elle se marie à Luke Dempsey-Ceh, son compagnon de longue date. En septembre 2023, elle annonce sa grossesse sur Instagram. Le 26 mars 2024, elle donne naissance à leur fille, Indigo Valerie Dempsey.

## Filmographie

### Cinéma
- 2006 : Humidity Rising : Chrissy
- 2008 : Vigilante : l'enfant battue
- 2009 : I.C.U. : la fille au dîner de famille
- 2010 : The Little Things (en) : Dee, jeune
- 2022 : Beat : Annie

### Télévision

#### Séries télévisées
- 2006 : Morte de honte ! : une fille cheerleader
- 2006 : Monarch Cove (en) : Bianca
- 2006-2010 : H2O : Kim Sertori (40 épisodes)
- 2015 : Dynamic Pizza : Cheryl (1 épisode)
- 2016 : Paul and Elaine : la fille agaçante
- 2018 : Stage Mums : Shenaya Dicker (8 épisodes)
- 2018 : Crest Heights Apartments : Brit-nay
- 2018 : Le Bureau des affaires magiques : Sophie (S1E11, la femme en robe rouge dans la bibliothèque)
- 2024 : Planted : Priscilla
- 2024 : We Were Tomorrow : Roxy (voix)
- 2025 : Apple Cider Vinegar : Kim, la mariée

#### Téléfilms
- 2021 : She's Got Balls : Lauren